# День етнографа
День етнографа (відзначається 17 липня) — професійне свято представників різних етнографічних шкіл у Росії.
Відзначається в день народження етнографа та мандрівника українського походження Миколи Миколайовича Миклухо-Маклая. Також саме 17 липня народився український етнограф Філарет Колесса.

## Історія свята
За свідченнями очевидців, уперше День етнографа почав відзначатися з ініціативи першого завідувача кафедри етнографії та антропології історичного факультету Санкт-Петербурзького Державного Університету Рудольфа Ітса в 1970-х роках.
Головним атрибутом свята є урочисте застілля з неодмінним вживанням міцних спиртних напоїв і виголошенням тостів на честь Миклухо-Маклая і Рудольфа Ітса. Через це в Росії число осіб, що його відзначають, зростає з кожним роком, незалежно від того, мають вони стосунок до етнографії чи ні. Крім цього, у День етнографа в Росії зазвичай відбуваються «посвячення» неофітів — людей, які вперше беруть участь в етнографічній експедиції.

## В Україні
На відміну від Росії, в Україні відзначають Всеукраїнський день краєзнавства 28 травня.
Незважаючи на те, що офіційною англійською назвою Національної спілки краєзнавців України є «National Union of ethnographers of Ukraine», краєзнавством в Україні займаються не тільки етнографи, а краєзнавці вивчають не лише етнографію. Тож день краєзнавства не є визнаним офіційно професійною спільнотою етнографів, частина з них досі послуговується радянсько-російською традицією, вбачаючи в ній українські корені.

## У світі

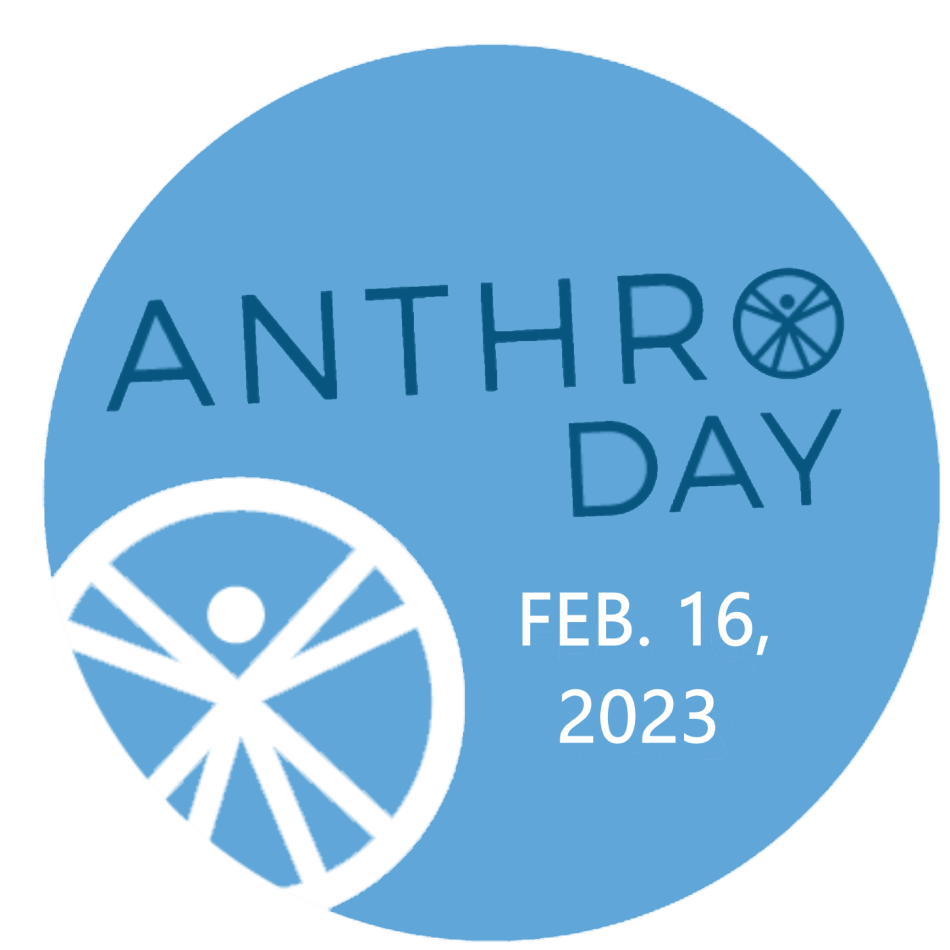
Листівка Дня антрополога 2023 року від American Anthropological Association

Загалом у світі, де етнографія є лише методом та частиною антропології, наукові спільноти також відзначають різні професійні свята.
Американська антропологічна асоціація з 2015 року почала відзначати в третій четвер лютого Міжнародний день антропології (World Anthropology Day).